# José Montesinos Checa
José Montesinos Checa (València, 11 d'octubre de 1869 - 22 de febrer de 1947) fou un advocat i polític valencià, alcalde de València i diputat a les Corts Espanyoles durant la restauració borbònica.

## Biografia
El 1892 es llicencià en dret per la Universitat de València i el 1897 exercí com a jutge de districte a València. També col·laborà a Las Provincias. S'afilià al Partit Conservador, inicialment al sector de Francisco Silvela, amb el que fou regidor de l'ajuntament de València el 1899 i alcalde de València el 1900-1903. Montesinos accedí a l'alcaldia el 18 de juny de 1900, després del cessament del seu antecessor, el també conservador Joan Dorda i Morera, que havia estat nomenat governador civil de Barcelona. Per tal de substituïr Dorda fou sol·licitat inicialment el regidor Enrique de Alzaga, qui alegà problemes de salut. Finalent, fou nomenat Montesinos, qui com altres alcaldes tindria un mandat breu: la crisi de govern de febrer i març de 1901 en la qual el gabinet del general Azcárraga fou substituït pel del liberal Sagasta, resultà en el cessament de l'alcalde, qui encara no havia complit nou mesos al càrrec.
Primer alcalde de València electe al segle XX, José Montesinos tingué un mandat breu, però no exent de problemes. La decisió de no consultar les entitats ciutadanes en l'organització de la fira de juliol de 1900 causà un malestar que resultà en l'organització i muntatge de festeigs aliens al programa municipal sufragats pels comerços locals. Durant el seu mandat feu que la corporació retrera homenatge a Joaquín Sorolla i Mariano Benlliure i tancà el cicle d'annexions municipals amb la de Benifaraig. La principal crisi de Montesinos com alcalde tingué lloc el desembre de 1900: els regidors republicans de la Fusió Republicana (FR) se retiraren del consistori arran d'una reorganització de les comissions municipals propiciada pels edils monàrquics, reunits al voltant de l'alcalde. Aquesta actuació, que l'opsició calificà d'irregular, trencà l'equilibri de forces establit a l'inici d'aquella corporació el juliol de 1899.
L'ajuntament de Montesinos Checa s'afegí als fasts del canvi de segle i apadrinà al primer valencià nascut al segle xx, que era el fill d'una vídua. La fira nadalenca s'instal·là al solar del convent de Sant Francesc i Lo Rat Penat inaugurà la nova seu al carrer del poeta Querol. Els incidents entre republicans i força pública (fou assaltat l'ajuntament i apedregada la residència dels Jesuïtes) tenen com a conseqüència que Vicente Blasco Ibáñez, qui setmanes abans fou homenatjat per l'èxit d'"Entre naranjos", veja suspesa una vegada més la publicació del diari El Pueblo. Són aquests disturbis, reproduïts en la resta de les capitals espanyoles, els que propicien una crisi de govern i la seua conseqüent crisi municipal.
Montesinos tornà a ser nomenat alcalde pel ministre de Governació del nou gabinet Silvela, Antonio Maura. Prengué possessió el gener de 1903 i heretà un conflicte que s'estengué al llarg de mesos: els llauradors se negaven a pagar els tributs i els fematers, que arribaven cada dia des de la perifèria, boicotejaven un dia rere l'altre l'arreplegada del fem. L'abril, maig, juny i agost de 1903 el conflicte tingué pics importants i la ciutat patí l'acumulació del fem i el desabastiment als mercats de manera recurrent. La inflexibilitat i manca de capacitat negociadora de l'alcalde i els governadors civils impedia trobar vies de solució. Només a finals d'agost, quan s'acceptaren quasi totes les demandes dels vaguistes, s'aconseguí una normalització dels servicis.

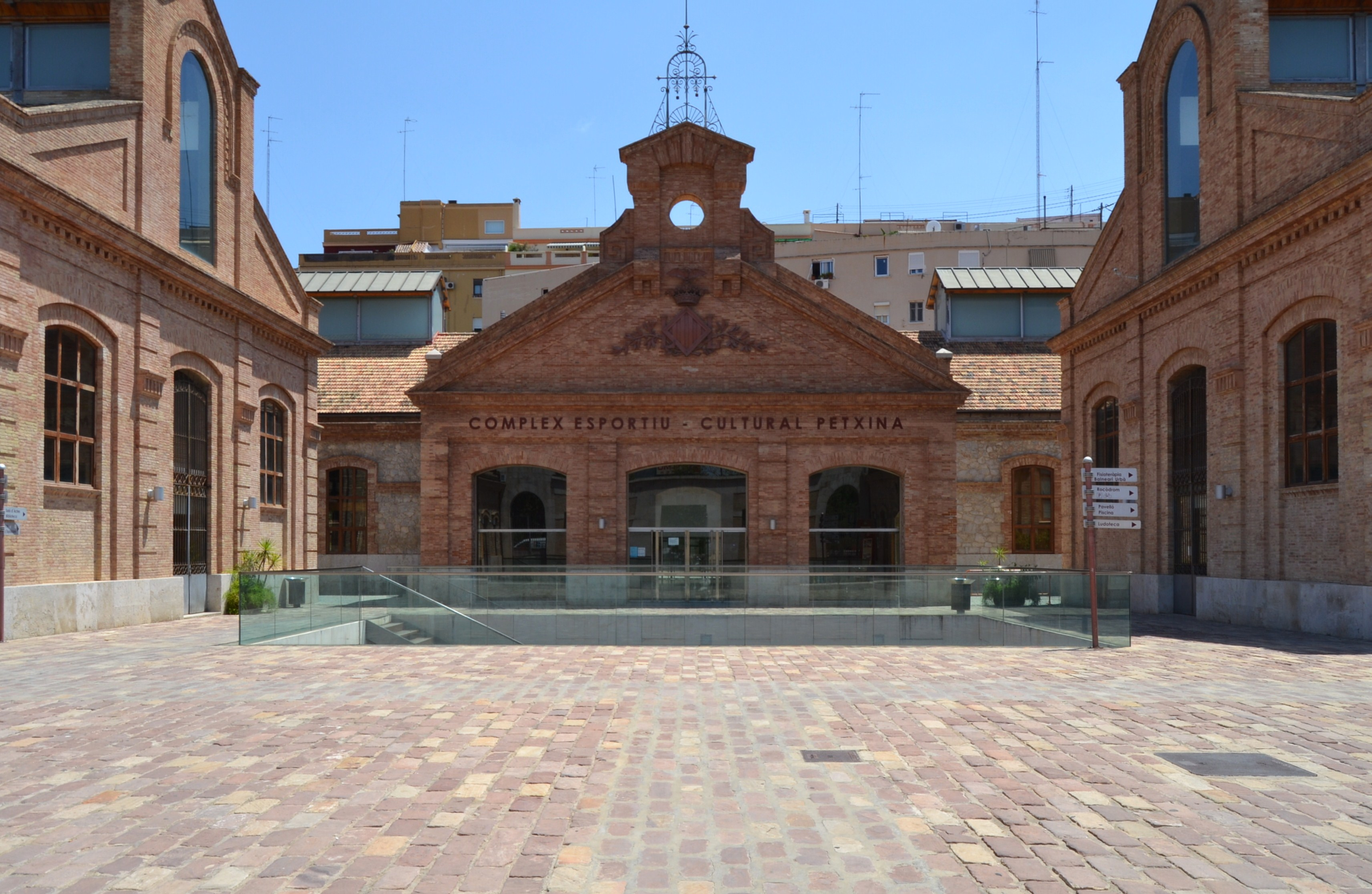
L'escorxador de la Petxina (1902)

Els republicans foren l'oposició més contundent a l'alcalde Montesinos també durant el seu segon mandat. En aquesta legislatura tingué lloc l'intens combat entre els republicans blasquistes i sorianistes. Montesinos encarà problemes com ara, a més de la llarga vaga de fematers, la polèmica al voltant de si havien de ser o no acceptades les obres del nou escorxador, imperfectes per la corrupció de la contrata. Després d'una llarga i agra polèmica, s'efectuà un estudi pericial i un balanç de defectes.
Pel que fa als projectes, s'esbossà la construcció d'una nova fàbrica de tabacs que permetera alliberar el vell edifici de la Duana i ubicar allà el Palau de Justícia, un tema que s'allargaria fins al 1914. Sota el mandat de Montesinos se fundà la Banda Municipal de València: el Santiago Lope Gonzalo es convertí en el primer director.
El clima de confrontació entre blasquistes i sorianistes s'estén fins a la Junta Municipal d'Associats, ens que anualment discutia la composició dels pressupostos municipals de l'any següent. La pugna entre republicans i la Lliga Catòlica es centrava en dos punts: la consignació pressupostària per a festes religioses, defesa pel bloc dretà, i les ajudes a l'escola laïca que defensaven els republicans. El debat durà vint-i-una hores initerrompudes i finalment hagué acord pel qual s'atorgà 15.000 pessetes per a festes i subvencions a totes les escoles, laïques o religioses.
A les eleccions municipals de 1903, la rivalitat republicano-conservadora i entre els pròpis republicans arriba al seu cènit: la Unió Republicana (UR), blasquistes, obtenen el triomf dels quinze candidats presentats, mentre que els sorianistes només aconsegueixen dos regidors. No obstant, el resultat al districte del Centre, on el govern volia triomfadors els conservadors Gadea i Dómine, suposà l'esclat d'una crisi ciutadana. La premsa acusà les manipulacions, hi hagué recurs del governador contra la junta electoral i en iniciar-se el procés, el primer encausat fou el propi alcalde Montesinos Checa. En mig d'una gran tensió política on continuaven els enfrontaments armats entre blasquistes i sorianistes, Montesinos presentà la dimissió, que li fou acceptada d'immediat. Els tribunals, després, donarien la raó als denunciants i demostrarien la manipulació conservadora donant la victòria en el districte als republicans.
Després de deixar l'alcaldia, Montesinos s'adscriví al sector d'Antoni Maura, amb el que fou diputat a Corts Espanyoles pel districte d'Alzira a les eleccions generals espanyoles de 1907 i 1914. Posteriorment es va adscriure al sector de Juan de la Cierva y Peñafiel, amb el que fou novament elegit diputat a les eleccions generals espanyoles de 1918, 1919 i 1920, i quan aquest fou nomenat ministre el 1919, el va fer subsecretari d'hisenda. Amb l'arribada de la dictadura de Primo de Rivera, Montesinos abandonà la política activa per a ser cònsol del Perú a València. Morí el 1947.